# 에조사슴
에조사슴(일본어: 蝦夷鹿 에조시카[*], 영어: Yezo sika deer)은 일본 홋카이도에 서식하는 꽃사슴의 아종이다.
홋카이도 전역에 분포한다. 눈이 적은 섬 북부・동부에 한정적으로 서식했지만, 1990년대 이후 서부 지역으로의 분포 확대가 진행되고 있다.
두동장 140-190 센티미터, 미장 약 13 센티미터. 체중은 수컷 90-140 킬로그램, 암컷 70-100 킬로그램.。最も重いもので170 kgから200kgに達する個体もいる 최대 개체는 170-200 킬로그램에 이르기도 한다. 꽃사슴의 아종 중 최대급 크기로, 소형의 야쿠사슴과 비교하면 2-3배 차이가 난다(베르크만의 법칙). 체중이나 지방조직 부피는 가을에 최대가 되며, 이러한 특징은 다설한랭 환경에 적응한 것이라고 생각된다.
체모는 여름털이 홍차색, 겨울털이 회갈색이며, 궁뎅이는 계절 불문 흰색이다.
수컷만이 나는 뿔 또한 다른 꽃사슴 아종들에 비해 크고 아름답다. 뿔은 매년 4-5월에 뿌리에서 떨어져 나가고(낙각), 그 이후 부드러운 단모가 밀생하는 대각이 나기 시작해 9월경 단단한 석회질 뿔로 성장한다.
천적은 큰곰이다.